# Castillo de Leontari
El castillo de Leontari (en griego: Κάστρο Λεονταρίου), fue una ciudad-fortaleza bizantina que alcanzó su mayor esplendor en el siglo XIV, que sirvió como base militar de la dinastía Paleólogo y fue una de las principales ciudades del Despotado de Morea. El castillo se encuentra ubicado sobre una colina del pueblo de Leontari, en la región de Arcadia, a unos 12 km al sur de Megalópolis, aunque solo puede observarse las ruinas dispersas del castillo medieval. 

## Historia
El castillo fue originalmente fundado por los francos. Su historia está vinculada con otra fortaleza más antigua de la zona: el castillo de Veligosti, una estructura bizantina que cayó en manos de los francos en 1209, cuatro años después de la conquista del resto del Peloponeso. Veligosti se convirtió en la sede de una de las doce baronías del Principado de Acaya.
Para proteger esta posición estratégica —ubicada en el cruce entre Mesenia, Arcadia y Laconia—, los francos levantaron una segunda fortaleza, el castillo de Leontari. La colina sobre la que se construyó tiene una forma que recuerda a un león sentado, lo que inspiró su nombre, ya que «Leontari» significa «león».
Tras la reconquista de Mistrá por parte de los bizantinos en 1262, y con la llegada de la Casa de Anjou al trono del Principado de Acaya, los francos comenzaron a perder territorio en el Peloponeso frente a los griegos. Esto dio lugar a varias décadas de enfrentamientos. La región de Veligosti-Leontari, situada entre ambos bandos, fue escenario frecuente de batallas y disputas.
En este contexto, y sin registros claros de los acontecimientos exactos, el castillo de Veligosti fue completamente destruido hacia el año 1300. Hoy en día, ni siquiera se sabe con certeza dónde se ubicaba.
Poco tiempo después —probablemente en esa misma época—, Leontari pasó al control del Despotado bizantino de Morea. Su posición estratégica, la cercanía a castillos francos como los de Karitena y Nikli, y la destrucción de Veligosti, hicieron que Leontari adquiriera gran importancia y comenzara a desarrollarse rápidamente. Durante el siglo XIV, se convirtió en una de las ciudades medievales más relevantes del Peloponeso.
Sin embargo, la ciudad sufrió los estragos de las incursiones turcas en 1397 y 1423. Finalmente, en 1460, el sultán Mehmed II emprendió una campaña contra Morea y culminó la conquista de Grecia cuando tomó uno por uno los castillos del Peloponeso, entre ellos el de Leontari, que fue arrasado por completo.